# Corinna granadensis
Corinna granadensis là một loài nhện trong họ Corinnidae.
Loài này thuộc chi Corinna. Corinna granadensis được Ludwig Carl Christian Koch miêu tả năm 1866.